# Pentacyphus lehmannii
Pentacyphus lehmannii là một loài thực vật có hoa trong họ La bố ma. Loài này được (Schltr.) Liede mô tả khoa học đầu tiên năm 1996.